# Gynoplistia kua
Gynoplistia kua là một loài ruồi trong họ Limoniidae. Chúng phân bố ở miền Australasia.